# ボストン・ヤンクス
ボストン・ヤンクスは、1944年から1948年までNFLに所属していたアメリカン・フットボールチームである。
本拠地はフェンウェイ・パークであったが、ボストン・レッドソックスと日程が重なる時は、ブレーブス・フィールドを使用した。チームは、1948年にニューヨークに移転する際の税制上の問題から解散した。

## 歴史
オーナーが当初、ニューヨークに本拠地を構える希望を持っていたので、「ヤンクス」と命名された。1945年には、太平洋戦争による選手不足からブルックリン・タイガースとの合同チームでリーグに参加したが、そのシーズン終了後、タイガースのオーナーであったダン・トッピングがAAFCへの参加を表明したので、タイガースは解散し、タイガースの選手の多くがヤンクスと契約した。
1948年のシーズンオフにオーナーの当初の希望であるニューヨーク移転が認可された。移転の際、税制上の問題からチームを一旦解散させ、「ニューヨーク・ブルドッグス」を誕生させたので、ヤンクスとブルドッグスは、公式には別球団であるとされている。

## シーズン成績
| 年     | 勝 | 敗 | 分 | 順位      |  |
| ------ | -- | -- | -- | --------- |  |
| 1944   | 2  | 8  | 0  | 東地区4位 |  |
| 1945   | 3  | 6  | 1  | 東地区3位 |  |
| 1946   | 2  | 8  | 1  | 東地区5位 |  |
| 1947   | 4  | 7  | 1  | 東地区3位 |  |
| 1948   | 3  | 9  | 0  | 東地区5位 |  |
| Totals | 14 | 38 | 3  |           |  |